# Lagotis cashmeriana
Lagotis cashmeriana är en grobladsväxtart som först beskrevs av John Forbes Royle, och fick sitt nu gällande namn av Franz Josef Ivanovich Ruprecht. Lagotis cashmeriana ingår i släktet Lagotis och familjen grobladsväxter. Inga underarter finns listade i Catalogue of Life.